# Ekson
Ekson je sekvenca nukleinskih kiselina koja je predstavljena u zrelim obliku RNK molekula bilo nakon što su porcije RNK prekurzora (introni) uklonjeni ili kad su dva ili više RNK prekusora spojeni putem trans-splajsovanja. Zreli RNK molekul može da bude informaciona RNK ili funktionalna forma nekodirajućeg RNK kao što su rRNK ili tRNK. U zavisnosti od konteksta, termin ekson se može odnositi na DNK sekvencu ili njen RNK transkript.

## Istorija
Termin ekson potiče od regiona ekspresije. Njega je formirao američki biohemičar Valter Gilbert 1978: „Pojam cistron … mora biti zamenjen transkripcinom jedinicom koja sadrži regione koji će biti izgubljeni u zrelom obliku - koje ja predlažem da nazivamo intronima (po intragenskim regionima) - naizmenično sa regionima koji će biti izraženi - eksonima.“
Ova definicije je originalno bila primenjena na protein-kodirajuće transkripte koji su splajsovani pre translacije. Termin je kasnije dobio značenje koje obuhvata sekvence uklonjene iz rRNK i tRNK, a isto tako se koristi za RNK molekule koji potiču sa različitih delova genoma koji se ligiraju trans-splajsovanjem.

## Literatura
- Donald Voet; Judith G. Voet (2005). Biochemistry (3 изд.). Wiley. ISBN 9780471193500.
- Bruce Alberts; Alexander Johnson; Julian Lewis; Martin Raff; Keith Roberts; Peter Walter (2002). Molecular Biology of the Cell. New York: Garlard Science.  0815332181.
- Zhang MQ (1998). „Statistical features of human exons and their flanking regions”. Human Molecular Genetics. 7 (5): 919—32. PMID 9536098. doi:10.1093/hmg/7.5.919.

## Spoljašnje veze
- Ekson-intron grafički gradilac